# Cambefortantus ranomandryi
Cambefortantus ranomandryi är en skalbaggsart som beskrevs av Renaud Maurice Adrien Paulian 1975. Cambefortantus ranomandryi ingår i släktet Cambefortantus och familjen bladhorningar. Inga underarter finns listade.